# フィルムが部分的に現存している映画

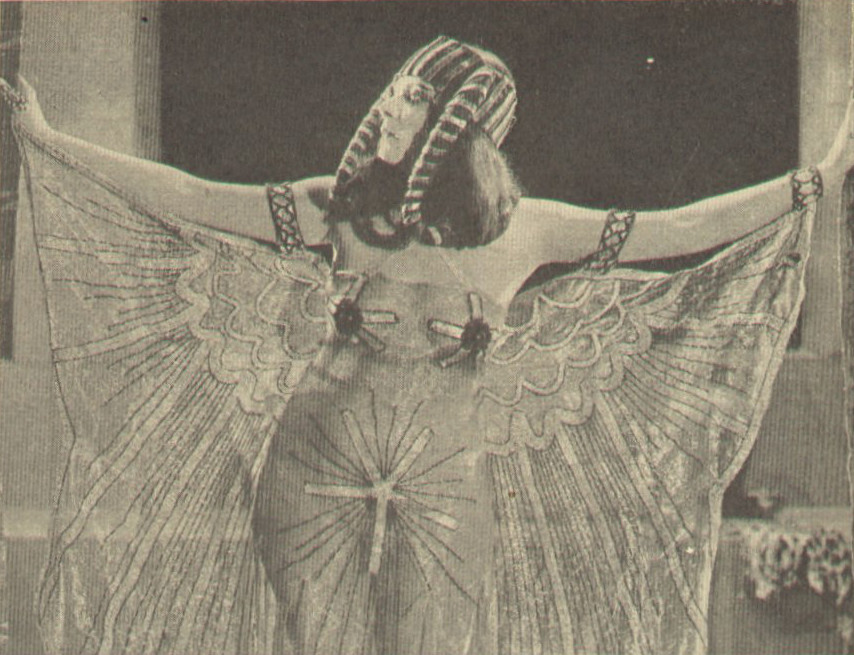
1917年の映画『シーザーの御代』に出演するセダ・バラ。400枚ほどのスチル写真と20秒ほどのフィルムが現存している。バラの40本以上の出演作のうち、大半は1937年に発生した貯蔵庫の火事でフィルムが焼失したため、完全な形で現存する出演作はわずか4本である。

本項では、フィルムが部分的に現存している映画（フィルムがぶぶんてきにげんぞんしているえいが）について解説する。

## サイレント映画

### 1900年代
| 製作年 | 邦題 原題                                                      | 監督                                   | キャスト                             | 備考 | 注                   |
| ------ | -------------------------------------------------------------- | -------------------------------------- | ------------------------------------ | --- | -------------------- |
| 1903   | キット・カーソン Kit Carson または パイオニアーズ The Pioneers | ウォレス・マカッチョン・シニア         |                                      | 最初期の西部劇作品。ミュートスコープを用いて制作されている。ミュートスコープを用いた場面のみ現存                                           |                      |
| 1905   | Adventures of Sherlock Holmes                                  | ジェームズ・スチュアート・ブラックトン | モーリス・コステロ, カイリー・ベルー | 世界初のシャーロック・ホームズのドラマ映画化作品にして、コステロのデビュー作。著作権登録のためアメリカ議会図書館に提出された場面のみ現存。 | [ 1 ]                |
| 1906   | en:The Story of the Kelly Gang                                 | チャールズ・テイト                     | フランク・ミルズ                     | もともとは70分の映画であり、世界初の長編映画とみなされている。17分の映像のみ現存している。                                                 | [ 2 ] [ リンク切れ ] |

### 1910年代
| 製作年     | 邦題 原題                                             | 監督                                                    | キャスト                                                                                                | 備考 | 注            |
| ---------- | ----------------------------------------------------- | ------------------------------------------------------- | --- | --- | ------------- |
| 1910       | The Wonderful Wizard of Oz                            | オーティス・ターナー?                                   | ビーブ・ダニエルズ                                                                                      | エンドクレジットが紛失しており、スタッフ・キャストの詳細がはっきりしていない。 |               |
| 1911       | At a Quarter of Two                                   | トーマス・H・インス?                                    | メアリー・ピックフォード, キング・バゴット                                                              | アメリカ議会図書館にこの映画の断片が保管されている。 | [ 3 ] [ 4 ]   |
| 1911       | Their First Misunderstanding                          | トーマス・H・インス、ジョージ・ローン・タッカー         | メアリー・ピックフォード, オーウェン・ムーア                                                            | リール1本分の短編映画。大部分は発見されているが、冒頭1分前後のシーンが所在不明となっている。 | [ 5 ] [ 6 ]   |
| 1911       | A Victim of the Mormons                               | オーガスト・ブロム                                      | ヴァルデマール・スィランダ, クララ・ポントピダン                                                        | アメリカにおける反モルモン教プロパガンダ映画の先駆けとなった、デンマークの映画。もともとは60分の映画だったが、現在半分だけが見つかっており、ソルトレークシティーにある末日聖徒イエス・キリスト教会のアーカイブに現存分のコピーが保管されている。                                                                                   | [ 7 ]         |
| 1912       | With Our King and Queen Through India                 |                                                         | | インドで行われたジョージ5世の戴冠式を記録した、イギリスのドキュメンタリー映画。もともとはカラーで上映されたが、現在白黒フィルムのみが現存している。また、現存しているフィルムも全体が残っているわけではなく、2時間分が残っているだけであるが、もともとの上映時間は6時間にも及んだとみられている。                                  |               |
| 1913       | The Adventures of Kathlyn                             | フランシス・J・ゴードン                                 | キャサリン・ウィリアムズ                                                                                | アメリカ史上2つ目の連続活劇で、 La Cineteca del Friuli フィルム・アーカイブにて全13話のうち最初の1話のみが保管されているほか、EYE Film Institute Netherlands にも断片が保管されている | [ 8 ]         |
| 1913       | The Inside of the White Slave Traffic                 | Frank Beal                                              | エドウィン・カリュー Jean Thomas                                                                        | 元あった4本のフィルムのうち、2本が現存している。 | [ 9 ]         |
| 1913       | Poor Jake's Demise                                    | アレン・カーティス                                      | Max Asher, ロン・チェイニー                                                                             | 2006年5月に断片がイングランドで発見され、ロブスター・フィルムズが現在所有している。 | [ 10 ]        |
| 1913       | ハリシュチャンドラ王 Raja Harishchandra               | ダーダーサーヘブ・パールケー                            | D・D・ダーブケー アンナ・サルンケー                                                                     | インド初の長編映画。インド国立フィルム・アーカイヴに第一部と第四部を記録したフィルム2本が残っている。 | [ 11 ]        |
| 1913       | Who Will Marry Mary?                                  |                                                         | メアリー・フラー, ベン・W・ウィルソン                                                                   | オリジナルは全6話から成る映画だが、EYE Film Instituut Nederland に第1話が、キーン州立大学に第5話が現存するのみである。 | [ 12 ]        |
| 1914       | The Active Life of Dolly of the Dailies               | Walter Edwin                                            | メアリー・ファラー, イェール・ボス                                                                      | オリジナルは全12話から構成され、このうち第5話が2009年にNew Zealand Film Archiveで発見された。また、英国映画協会ナショナルアーカイブが第10話を所有している | [ 13 ] [ 14 ] |
| 1914       | The Battle of the Sexes                               | D・W・グリフィス                                        | リリアン・ギッシュ, ドナルド・クリスプ                                                                  | グリフィスの長編2作目であり、初めて Reliance-Majesticの配給を受けた映画である。現在2分の映像が現存している。 | [ 15 ]        |
| 1914       | 拳骨 The Exploits of Elaine                           | ジョージ・B・サイツ ルイ・ガスニエ レオポルド・ワートン | パール・ホワイト                                                                                        | 元は全14篇からなる連続活劇で、第8篇から10篇までを収録した上映用プリントが現存している。 |               |
| 1914       | A Good Little Devil                                   | エドウィン・S・ポーター                                 | メアリー・ピックフォード                                                                                | オリジナルは5本のフィルムで構成されており、このうち1本が National Film and Television Archiveによって保管されている。 | [ 17 ] [ 18 ] |
| 1914       | The Girl Stage Driver                                 | Webster Cullison                                        | Norbert A. Myles エドナ・ペイン Will E. Sheerer                                                         | 2009年、New Zealand Film Archiveにて不完全な35mmフィルムのポジが発見された。 | [ 19 ] [ 20 ] |
| 1914- 1917 | The Hazards of Helen                                  | J・P・マッゴワン, James Davis                           | ヘレン・ホームズ                                                                                        | 映画史上最長とされる連続活劇(全119話、合計23.8時間。1話当たりの長さは12分。)。アメリカ議会図書館、National Film and Television Archive 、 ジョージ・イーストマン・ハウスのInternational Museum of Photography and Filmをはじめとする複数の機関にフィルムが保管されている。                                                         | [ 21 ]        |
| 1914       | The Indian Wars Refought                              |                                                         | ウィリアム・フレデリック・コディー                                                                      | コディーが自分自身の役で出演する、インディアン戦争を題材とした映画で、ネルソン・マイルズやブラック・エルクをはじめとするインディアン戦争の関係者も登場する。上映は1917年に行われた。 McCracken Research Library or the Buffalo Bill Historical Centerに1分58秒分のフッテージが現存しており、オンラインで視聴することも可能である。 | [ 22 ]        |
| 1914       | 國寶 Lucille Love, Girl of Mystery                    | フランシス・フォード                                    | グレイス・キューナード,フランシス・フォード                                                             | 全15話の連続活劇で、4話分が現存している。 | [ 23 ]        |
| 1914       | マスター・キイ The Master Key                         | ロバート・Z・レナード                                   | ロバート・Z・レナード, エラ・ホール, ハリー・カーター                                                   | 全15話のうち、第5話がアメリカ議会図書館にて保管されている | [ 24 ]        |
| 1914       | My Official Wife                                      | ジェームズ・ヤング                                      | クララ・キンボール・ヤング                                                                              | 皇帝暗殺を遂行すべく、サンクトペテルブルク警察との逃避行を続けるヘレン・マリーを描いた映画作品。現在45秒分が現存。残っている映像に登場するエキストラがレフ・トロツキーであると誤解されていたこともあるが、制作当時トロツキーはアメリカにいなかったため事実ではない。                                                               | [ 25 ]        |
| 1914       | Neptune's Daughter                                    | ハーバート・ブレノン                                    | アネット・ケラーマン                                                                                    | 現在Gosfilmofondのフィルム保管庫に1本が保管されており、オーストラリアのNational Film and Sound Archiveにその複製が保管されている。 | [ 26 ]        |
| 1914       | ポーリンの危難 The Perils of Pauline                  | ジョージ・B・サイツ                                     | パール・ホワイト                                                                                        | 元は全20篇からなる合計410分の連続活劇。ヨーロッパで1916年に公開された90分の短縮版のみが現存している | [ 27 ]        |
| 1915       | The Battle Cry of Peace                               | ジェームズ・スチュアート・ブラックトン                  | チャールズ・リッチマン L. Rogers Lytton メアリー・モーリス                                              | 軍備推進をメインテーマとした大作で、ヴァイタグラフ作品の中で最も製作費が高かった作品である。ヨーロッパにフィルム1本があるほか、ジョージ・イーストマン・ハウスにストック・ショットから抜粋した戦闘シーンの映像が保管されている。 | [ 28 ] [ 29 ] |
| 1915       | The Carpet from Bagdad                                | コリン・キャンベル                                      | キャスリン・ウィリアムス, ウィーラー・オークマン, ガイ・オリバー                                        | 沈没したルシタニアからフィルム1本がサルベージされた。 | [ 30 ]        |
| 1915       | The Millionaire Paupers                               | ジョセフ・ド・グラス                                    | ロン・チェイニー                                                                                        | 断片のみ現存 | [ 31 ]        |
| 1916       | La falena                                             | カルミネ・ガローネ                                      | リダ・ボレッリ                                                                                          | Cineteca Italianaにフィルムの断片が保管されている | [ 32 ]        |
| 1916       | The Fall of a Nation                                  | トーマス・ディクソン                                    | ロレイン・フリング                                                                                      | 『國民の創生』 (1915)の続編で、数フレーム分のみ現存。 | [ 33 ]        |
| 1916       | アイドルワイヴス Idle Wives                           | ロイス・ウェバー、フィリップス・スモーリー              | ロイス・ウェバー、フィリップス・スモーリー、メアリー・マクラレン                                        | 7巻のうち2巻のみ現存 | [ 34 ]        |
| 1916       | イントレランス Intolerance                            | D・W・グリフィス                                        | リリアン・ギッシュ, メエ・マーシュ, ロバート・ハーロン, コンスタンス・タルマッジ                        | スチルフレームがいくつか見つかっており、ニューヨーク近代美術館によって現存分に組み込まれた。見つかったスチル類は、試写会で上映されたものの一部とみられており、再上映の際にグリフィスがカットしたものとみられている。 | [ 35 ]        |
| 1916       | The Iron Claw                                         | ジョージ・B・サイツ、エドワード・ホセ                   | パール・ホワイト, クレイトン・ヘイル                                                                    | 全20話のうち、第7話が UCLA Film and Television Archive にて保管されている。 | [ 36 ]        |
| 1916       | Dødskysset 英題：Kiss of Death                        | ヴィクトル・シェストレム                                | ヴィクトル・シェストレム                                                                                | シネマテーク・フランセーズに、30分のフィルムが保管されている。 | [ 37 ]        |
| 1916       | 最後のエジプト人 ナイル河のロマンス The Last Egyptian | J・ファーレル・マクドナルド                             | J・ファーレル・マクドナルド、 Howard Davies, J・チャールズ・ヘイドン,ヴィヴィアン・リード               | 全5巻のうち3巻分がニューヨーク近代美術館に保管されている。 | [ 38 ]        |
| 1916       | The Moment Before                                     | ロバート・G・ヴィニョーラ                               | ポーリン・フレデリック                                                                                  | オープニングを除く、ほぼ完全なフィルムがローマにあるCineteca Nazionaleに保管されている。 | [ 39 ] [ 40 ] |
| 1916       | The Place Beyond the Winds                            | ジョセフ・ド・グラス                                    | ロン・チェイニー                                                                                        | 全5巻のうち、現存する4巻のフィルムがアメリカ議会図書館に保管されている。. | [ 41 ]        |
| 1916       | Ramona                                                | ドナルド・クリスプ                                      | アダ・グリーソン, メイベル・ヴァン・ビューレン                                                          | アメリカ議会図書館に5巻目のフィルムが保管されている。 | [ 42 ]        |
| 1916       | 白雪姫 Snow White                                     | J・サール・ドウリー                                     | マルグリート・クラーク, クレイトン・ヘイル                                                              | フィルム保管庫の火災により焼失したとみられていた。1992年、オランダ語のインタータイトルが入ったほぼ完全なフィルムがアムステルダムで発見され、ジョージ・イーストマン・ハウスによって修復された。 | [ 43 ]        |
| 1916       | The Wings                                             | マウリッツ・スティッレル                                | Egil Eide ラルス・ハンソン                                                                              | 中盤のシーンが記録されたフィルムのコピーが1987年に見つかっており、スウェーデン映画協会によって公開された。 | [ 44 ]        |
| 1917       | シーザーの御代（クレオパトラ） Cleopatra              | J・ゴードン・エドワーズ                                 | セダ・バラ                                                                                              | 1937年のフィルム保管庫火災により大半が焼失。現存する40秒分のフィルムはジョージ・イーストマン・ハウス（George Eastman Museum）にて保管されている | [ 45 ]        |
| 1917       | 悪魔石 The Devil-Stone                                | セシル・B・デミル                                       | ジェラルディン・ファーラー                                                                              | 元々は6巻のフィルムから構成される映画で、 Handschiegl Color Process が用いられていた。全6巻のうち2巻が現存しており、アメリカ議会図書館にあるAFI のコーナーに保管されている。 | [ 46 ] [ 47 ] |
| 1917       | The Gulf Between                                      | レイ・バートレット・フィジョック                        | グレイス・ダーモンド, ナイルズ・ウェルチ                                                                | 世界初のテクニカラー映画。マーガレット・ヘリック図書館、ジョージ・イーストマン・ハウス、スミソニアン博物館の写真保管部に断片が保管されている。 | [ 49 ]        |
| 1917       | Nuts in May                                           | ロビン・ウィリアムソン                                  | スタン・ローレル                                                                                        | 一部シーンはMixed Nutsに流用という形で現存している |               |
| 1917       | The Red Ace                                           | ジャック・ジャッカード                                  | マリー・ウォールキャムプ                                                                                | もともとは全16巻からなる連続活劇だったが、現存する7巻分はアメリカ議会図書館に保管されている。 | [ 51 ]        |
| 1917       | 光の国へ The Secret Man                               | ジョン・フォード                                        | ハリー・ケリー                                                                                          | 全5巻のうち2巻分がアメリカ議会図書館に保管されている。 | [ 52 ]        |
| 1917       | The Seven Pearls                                      | ルイ・ガスニエ, Donald MacKenzie                        | Mollie King, クレイトン・ヘイル                                                                         | プリントの断片がアメリカ議会図書館のPublic Archives of Canada/Dawson City collectionに保管されている。 | [ 53 ]        |
| 1917       | The Sin Woman                                         |                                                         | アイリーン・フェンウィック                                                                              | 予告編がNational Film and Sound Archive と Academy Film Archiveに保管されている。 | [ 54 ]        |
| 1917       | Triumph                                               | ジョセフ・ド・グラス                                    | ロン・チェイニー                                                                                        | もともとは5本のフィルムで構成されていたが、3本のみ現存している | [ 55 ]        |
| 1918       | The Cook                                              | ロスコー・アーバックル                                  | ロスコー・アーバックル、バスター・キートン                                                              | これまでに1998年と2002年に1つずつプリントが見つかっており、これを基に復元版がつくられたが、未発見のシーンも存在する。 | [ 56 ]        |
| 1918       | 眠れる山の幽霊 The Ghost of Slumber Mountain          | ウィリス・H・オブライエン                               | バート・M・ダウリー,ウィリス・H・オブライエン                                                           | 19分の映像のみ現存 |               |
| 1918       | Hands Up!                                             | ルイ・ガスニエ, ジェームズ・W・ホーン                   | ルス・ローランド, ジョージ・ラーキン                                                                    | もともとは全15巻の連続活劇だったが、現存するのはUCLA Film and Television Archiveに保管されている宣伝用の短いフィルムだけである。 | [ 57 ]        |
| 1918       | 楽天生活 He Comes Up Smiling                          | アラン・ドワン                                          | ダグラス・フェアバンクス                                                                                | | [ 58 ]        |
| 1918       | The House of Hate                                     | ジョージ・B・サイツ                                     | パール・ホワイト、アントニオ・モレノ                                                                    | 全20巻の連続活劇。現在不完全なプリントが Gosfilmofondのフィルム保管庫に保管されており、ウクライナ語/ロシア語の字幕付きで視聴することができる。 | [ 59 ]        |
| 1918       | Riddle Gawne                                          | ウィリアム・S・ハート ランバート・ヒルヤー              | ロン・チェイニー                                                                                        | 全5巻のうち、1巻が現存しており、アメリカ議会図書館に保管されている。 | [ 60 ]        |
| 1918       | The Scarlet Drop                                      | ジョン・フォード                                        | ハリー・ケリー                                                                                          | ゲッティイメージズが30分のフッテージを所有している | [ 61 ]        |
| 1919       | 霊魂の競売 Auction of Souls                           | オスカー・アッフェル                                    | オーロラ・マルディガニアン                                                                              | ソビエト連邦のアルメニアにて、現存するフィルムから24分の映像が修復・編集された。2009年、この映像はカリフォルニア州北部にあるArmenian Genocide Resource Centerによって上映された。 | [ 62 ]        |
| 1919       | Bound and Gagged                                      | ジョージ・B・サイツ                                     | マーゲリット・クールトウ, ジョージ・B・サイツ                                                           | 既存の映画のパロディ作品。全10巻のうち4巻分がアメリカ議会図書館に保管されている。 | [ 63 ]        |
| 1919       | 西部の紳士 A Gun Fightin' Gentleman                   | ジョン・フォード                                        | ハリー・ケリー ジョン・フォード                                                                         | もともとは5巻から6巻のフィルムで構成されていたが、3巻分のみが現存するとみられている。 | [ 64 ]        |
| 1919       | 戦争と平和 J'accuse                                   | アベル・ガンス                                          | Séverin-Mars                                                                                            | もともとは4巻のフィルムで構成された、全長 5,250メートル (17,220 ft)のフィルムだった。現存分のうち、オリジナルに最も近い状態で再構成されたフィルムの長さは3,525メートル (11,565 ft)である。 |               |
| 1919       | Just Squaw                                            | ジョージ・E・ミッドルトン                               | ビートリス・ミケレナ                                                                                    | アメリカ議会図書館に全5巻のうち4巻が保管されている。 | [ 65 ]        |
| 1919       | Der Knabe in blau                                     | F・W・ムルナウ                                          | ブランディン・エビンガー                                                                                | F・W・ムルナウのデビュー作。2～11フレーム分の35mmフィルムの断片がいくつか Deutsche Kinemathekによって保管されている。 | [ 66 ]        |
| 1919       | 怪異の騎手 The Masked Rider                           | オーブリー・M・ケネディ                                 | ボリス・カーロフ ルース・ストンハウス                                                                   | 覆面のカウボーイを主人公にした連続活劇。フィルムがすべて喪失されていたと考えられていたが、いくつか発見されている。 | [ 67 ]        |
| 1919       | ミラクルマン The Miracle Man                          | ジョージ・ローン・タッカー                              | トーマス・ミーアン ロン・チェイニー                                                                     | パラマウント映画のThe House That Shadows Built (1931)および Movie Memories (1935)で引用された分を含む2分の映像のみ現存。 | [ 68 ]        |
| 1919       | The Tiger's Trail                                     | ロバート・エリス,ルイ・ガスニエ, ポール・ハースト       | ルス・ローランド, ジョージ・ラーキン                                                                    | 全15話のうち、断片が現存している | [ 69 ]        |
| 1919       | The Toilers                                           | Tom Watts                                               | マノラ・シュー, ジョージ・デューハースト, グウィン・ハーバート, ロナルド・コールマン,エリック・バーカー | 元のフィルムの5分の2が現存 | [ 70 ]        |

### 1920年代
| 製作年 | 邦題 原題                                       | 監督                                    | キャスト                                                                            | 備考 | 注                      |
| ------ | ----------------------------------------------- | --------------------------------------- | ----------------------------------------------------------------------------------- | --- | ----------------------- |
| 1920   | 剛勇ジャック Daredevil Jack                     | W・S・ヴァン・ダイク二世                | ジャック・デンプシー ジョシー・セジウィック                                         | 全15話のうち、第1話から4話までと、話数不明のフィルム1本が、UCLA映画テレビアーカイブに保管されている。 | [ 71 ]                  |
| 1920   | La fête espagnole                               | ジェルメーヌ・デュラック                | エーヴ・フランシス, ガストン・モドー                                                | 全67分のうち8分がシネマテーク・フランセーズに保管されている。 | [ 72 ]                  |
| 1920   | Robbery Under Arms                              | ケネス・ブランプトン                    | ケネス・ブランプトン, S. A. Fitzgerald                                              | これまでにオリジナルフィルムの4分の3が見つかっており、フッテージと合わせたうえで、オリジナルに近いバージョンが作られた。オリジナルのフィルムのうち、全5分のシーンが所在不明。 | [ 73 ]                  |
| 1920   | 第三の眼 The Third Eye                          | ジェームズ・W・ホーン                   | ワーナー・オーランド, アイリーン・パーシー                                          | プリントの断片のみ現存。 | [ 74 ]                  |
| 1921   | The Adventures of Tarzan                        | ロバート・F・ヒル                       | エルモ・リンカーン, ルイズ・ロレイン                                                | もともとは全15話の連続活劇だった。1928年に再上映された全10話から成るバージョンのみ現存。 |                         |
| 1921   | The Blue Fox                                    | デューク・ウォーン                      | Ann Little                                                                          | UCLA映画テレビアーカイブに1話から12話までのフィルムが保管されている。13話から15話までのフィルムの所在は不明。 | [ 75 ]                  |
| 1921   | The Centaurs                                    | ウィンザー・マッケイ                    |                                                                                     | アニメ映画。90秒分のフッテージのみ現存。 |                         |
| 1921   | A Connecticut Yankee in King Arthur's Court     | エメット・J・フリン, ポーリン・スターク | ハリー・マイヤーズ                                                                  | silentera.comによると、全8巻のフィルムのうち、2番目と4番目と7番目が現存している。 | [ 76 ]                  |
| 1921   | Daniel                                          | ルイ・ヴェルヌイユ                      | サラ・ベルナール                                                                    | 5分の映像が、WPA Film Libraryと パテのイギリス支社にあるフィルム保管庫に保管されている。このうちパテ保管分についてはオンラインでの視聴が可能である。 | [ 78 ]                  |
| 1921   | Devil Dog Dawson                                | ジャック・ホキシー                      | ジャック・ホキシー, ヘレン・ロッソン, イブリン・セルビー                            | 38秒分のフッテージが、別の映画の題名のラベルが貼られた容器からオハイオ州のフィルムコレクターの家から発見され、アメリカ議会図書館が修復・保管を行った。このフッテージの発見までのいきさつは2006年に公共放送サービスが放送した教養番組 History Detectivesで取り上げられた。                                                                        | [ 79 ]                  |
| 1921   | 平民宰相 Disraeli                               | ヘンリー・コルカー                      | ジョージ・アーリス                                                                  | 1947年に全編がニューヨーク近代美術館 で上映された記録あり。3巻目のフィルムはジョージ・イーストマン・ハウスにある。完全なフィルムがモスクワの Gosfilmofond にあるとされている。 | [ 80 ]                  |
| 1921   | How Kitchener Was Betrayed                      | パーシー・ナッシュ                      | フレッド・ポール, ウィニフレッド・エバンス, バートラム・バーリー                    | 6本のフィルムのうち1本が現存している |                         |
| 1921   | 鋼鉄の人 The Mechanical Man                     | アンドレ・ディード                      | ガブリエル・モリア,ヴァレンティナ・フラスカロリ, Fernando Vivas-May                 | もともとは1時間の映画だったが、26分のフィルムのみ現存している |                         |
| 1921   | シーバの女王 The Queen of Sheba                 | J・ゴードン・エドワーズ                 | ベティ・ブライス                                                                    | これまでに、17秒のフッテージが暫定的ながらもこの映画のものであると特定されている。 | [ 81 ] [ 信頼性要検証 ] |
| 1921   | The White Horseman                              | アルバート・ラッセル                    | アート・アコード, Eva Forrestor                                                     | プリントの一部のみ現存。 | [ 82 ]                  |
| 1922   | Anna Ascends                                    | ヴィクター・フレミング                  | アリス・ブラディ ロバート・エリス                                                   | 6分ほどの映像のみ現存。 | [ 83 ] [ 84 ]           |
| 1922   | 死の渦巻 A Dangerous Adventure                  | サム・ワーナー、ジャック・L・ワーナー   | グレース・ダーモンド, フィロ・マッカロー, デレリーズ・パーデュー,メイベル・スターク | 全15巻のうち、第12巻を除くすべてのフィルムがUCLA映画テレビアーカイブに保管されている。 | [ 85 ]                  |
| 1922   | ファラオの恋 The Loves of Pharaoh               | エルンスト・ルビッチ                    | エミール・ヤニングス                                                                | 長年フィルム全体が失われたと思われていたが、様々なところからフィルムが発見された。それでも、元のフィルム（上映時間：1時間50分）のうちの10分が見つかっていない。 | [ 86 ]                  |
| 1922   | Marizza                                         | F・W・ムルナウ                          | Tzwetta Tzatschewa                                                                  | Cineteca Nazionaleが第1巻の映像の断片を保管している | [ 87 ]                  |
| 1922   | Polly of the Follies                            | ジョン・エマーソン                      | コンスタンス・タルマッジ                                                            | 予告編のみ現存 | [ 88 ] [ 89 ]           |
| 1922   | シャーロック・ホームズ Sherlock Holmes          | アルバート・パーカー                    | ジョン・バリモア                                                                    | かつては失われたと考えられてきたが、1970年代に様々なところからネガの断片が見つかったため、1975年と2001年に再編集が行われた。 | [ 90 ]                  |
| 1922   | 森林女王 The Timber Queen                       | フレッド・ジャックマン                  | ルス・ローランド ブルース・ゴードン                                                 | 全15話の連続活劇。このうちUCLA映画テレビアーカイブ が1巻目、4巻目、8巻目と9巻目を保管している。また別の巻は個人が所有している。 | [ 91 ]                  |
| 1922   | 恋の睡蓮 The Toll of the Sea                    | チェスター・M・フランクリン             | アンナ・メイ・ウォン ケネス・ハーラン                                               | 1985年、ロバート・ギットとリチャード・デイトン監修のもと、UCLA映画テレビアーカイブによって、35mmニトロセルロース製オリジナルネガの修復が行われた。現時点で終盤の展開を記録した2つのフィルムが所在不明となっていたため、ギットとデイトンはオリジナルに近づけるべく、オリジナルの2色テクニカラーカメラでカリフォルニアのビーチを撮影して代用した。 |                         |
| 1922   | The Village Blacksmith                          | ジョン・フォード                        | ウィル・ウォリング ヴァージニア・トルー・ボードマン                                 | 全8巻のうちの1巻が UCLA映画テレビアーカイブに保管されている | [ 93 ]                  |
| 1922   | ヤング・ラジャー The Young Rajah                | フィル・ローゼン                        | ルドルフ・ヴァレンティノ                                                            | 3分の1が欠けた16ミリポジフィルム（縮小版）が Library of Moving Imagesに保管されている。Turner Classic Moviesは現存する本編・予告用フッテージ、スチル写真、タイトルカード、インターミッションの修復に費用を出している。 | [ 94 ] [ 95 ]           |
| 1923   | 紐育の寵児 The Darling of New York              | キング・バゴット                        | ベイビー・ペギー                                                                    | ベイビー・ペギーの代表作の一つ。最終巻のみ現存。現存分の修復はUCLA映画テレビアーカイブが行った。 |                         |
| 1923   | 青春に浴して Flaming Youth                      | ジョン・フランシス・ディロン            | コリーン・ムーア                                                                    | 本編フィルム1巻分と予告編のみ現存。 | [ 98 ]                  |
| 1923   | In the Days of Daniel Boone                     | ウィリアム・ジェームス・クラフト        | チャールズ・ブリンリー ジャック・モワー                                             | もともとは全15話の連続西部劇映画だった。予告編のみ現存しており、"More Treasures from American film archives, 1894–1931 : 50 films"というDVDに収録されている | [ 99 ]                  |
| 1923   | 南海の情火 Lost and Found on a South Sea Island | ラオール・ウォルシュ                    | ハウス・ピータース ポーリン・スターク アントニオ・モレノ , ローズマリー・セビー     | フィルム1巻分のみ現存。最後のコピーは1967年もしくは1965年MGM保管庫火災にて焼失した。 | [ 101 ]                 |
| 1923   | 鉄路の白薔薇 La Roue                            | アベル・ガンス                          | セヴラン・マルス                                                                    | もともとはフィルム32巻から成る超大作で、上映時間は7時間半または9時間に上ったとみられている。（諸説あり）1924年、より多くの場で上映されるよう、監督自身の手により、本作の上映時間は2時間半にまで短縮された。現存するバージョンは5つあり、DVD版の再生時間は4時間半ほどである。                                                                     | [ 102 ] [ 103 ]         |
| 1923   | ホワイト・シャドウ The White Shadow             | グラハム・カッツ                        | ベティー・カンプソン                                                                | アルフレッド・ヒチコックの名前が初めて、脚本兼助監督としてクレジットに載った作品。2011年、全6巻のうちフィルム3巻がニュージーランドで見つかった。 | [ 104 ]                 |
| 1924   | The Dramatic Life of Abraham Lincoln            | フィル・ローゼン                        | George A. Billings                                                                  | 染色および着色されたものを含む不完全なプリントが National Film and Sound Archiveやアメリカ議会図書館を含む様々なところから見つかっている。 | [ 105 ]                 |
| 1924   | Fast and Fearless                               | リチャード・ソープ                      | バッファロー・ビル・ジュニア ジーン・アーサー                                       | 全5巻のうち、第2巻はアメリカ議会図書館に保管されている。 | [ 106 ]                 |
| 1924   | 迅雷列車 The Fast Express                       | ウィリアム・ダンカン                    | ウィリアム・ダンカン イーディス・ジョンソン                                         | 全15話の連続活劇。プリントの一部のみ現存。 | [ 107 ]                 |
| 1924   | グリード Greed                                  | エリッヒ・フォン・シュトロハイム        |                                                                                     | 当初は9時間半の上映を計画していたが、フォン・シュトロハイムの手により4時間までに短縮され、さらにスタジオが残ったフッテージを用いて140分になるように編集した。のちに保管庫を掃除していた清掃員が誤って残ったフッテージを廃棄してしまったため、結果として140分版だけが現存することとなり、不足分はスチル写真で代用している。                       |                         |
| 1924   | Reveille                                        | ジョージ・ピアーソン                    | ベティ・バルフォア, スチュワート・ローム ラルフ・フォーブス                         | BFI 75 Most Wantedの一つ。一部のシーンは複数の個人の管理下にある | [ 108 ]                 |
| 1924   | 情熱の悪鬼 A Sainted Devil                      | ジョセフ・ヘナベリー                    | ルドルフ・ヴァレンティノ ニタ・ナルディ                                             | これまでに少なくとも1本のフィルムが現存している | [ 109 ]                 |
| 1924   | 楽天王ハム A Self-Made Failure                  | ウィリアム・ボーディン                  | ロイド・ハミルトン ベン・アレクサンダー マット・ムーア                              | 上映当時は最も上映時間が長い長編コメディ映画として知られていた。予告編のみ現存しており、アメリカ議会図書館に保管されている。 |                         |
| 1924   | 闇黒 Through the Dark                           | ジョージ・ヒル                          | フォレスト・スタンレー コリーン・ムーア                                             | 全8巻のフィルムのうち、7巻と8巻が所在不明。 | [ 110 ]                 |
| 1924   | 半獣半人の妻 The Wife of the Centaur            | キング・ヴィダー                        | エレナー・ボードマン ジョン・ギルバート                                             | ボードマンが出演している4秒間の映像が、MGMの宣伝用フィルム Twenty Years Afterにて流用されている。 |                         |
| 1925   | The Air Mail                                    | アーヴィン・ウィラット                  | ワーナー・バクスター ビリー・ダヴ ダグラス・フェアバンクス・ジュニア                | 全8巻のうち半数のみ現存しており、アメリカ議会図書館に保管されている。 | [ 111 ] [ 112 ]         |
| 1925   | Body and Soul                                   | オスカー・ミショー                      | ポール・ロブスン                                                                    | 元々は全9巻のフィルムで構成されていたが、ニューヨーク当局の検閲によってフィルム5巻分にまでカットされてしまった。このため、現存しているのは検閲が適用されたバージョンであり、オリジナル版（全9巻）は失われたとされている |                         |
| 1925   | ロスト・ワールド The Lost World                 | ハリー・O・ホイト                       | ルイス・ストーン ベッシー・ラヴ ウォーレス・ビアリー                                | オリジナルの上映時間は106分だが、現在流通している完全版の上映時間は約100分である。 |                         |
| 1925   | 女王の懺悔 Confessions of a Queen               | ヴィクトル・シェストレム                | アリス・テリー ジョン・ボワーズ ルイス・ストーン                                    | もともとは全5巻（上映時間64分）から構成されていたが、5番目のフィルムが見つかっていない |                         |
| 1925   | 落花の舞                                        | 池田富保                                | 尾上松之助 片岡松燕 沢村春子                                                        | 映画コレクターだった旧内務省職員（故人）から1988年に寄贈されたフィルムの中に、検閲でカットされた部分（約4分30秒）が含まれていたことを、2022年11月に国立映画アーカイブが公表した。上映されたフィルム自体は見つかっていない。 | [ 113 ] [ 114 ]         |
| 1926   | 美女競艶 The American Venus                     | フランク・タトル                        | エスター・ラルストン ルイーズ・ブルックス                                           | 2つの予告編と、カラー版の映像の断片がアメリカ議会図書館に保管されている。 | [ 99 ]                  |
| 1926   | 剣侠時代 Bardelys the Magnificent               | キング・ヴィダー                        | ジョン・ギルバート エリナー・ボードマン                                             | 長年失われたと考えられてきたが、ほぼ完全なプリントが発見された。第3巻の所在は不明。 | [ 115 ]                 |
| 1926   | 椿姫 Camille                                    | フレッド・ニブロ                        | ノーマ・タルマッジ                                                                  | 不完全な35mmフィルムのポジがコーエン・メディア・グループにあるレイモンド・ロウハウアー・コレクションから見つかった | [ 116 ]                 |
| 1926   | 或る男の一生 The Great Gatsby                   | ハーバート・ブレノン                    | ワーナー・バクスター ロイス・ウィルソン                                             | 1分間の予告編のみ現存 | [ 117 ]                 |
| 1926   | Just Another Blonde                             | アルフレッド・サンテル                  | ドロシー・マッケイル ルイーズ・ブルックス                                           | UCLA映画テレビアーカイブに20分の映像がある | [ 118 ]                 |
| 1926   | Mademoiselle from Armentieres                   | モーリス・エルビ                        | エステル・ブロディ ジョン・ステュアート                                             | もともとは全長7900フィートのフィルム群から構成される映画だが、現存するのはBFI National Archive に保管されている第3巻（2850フィート)のみである。 | [ 119 ]                 |
| 1926   | 天界の魔王 The Silent Flyer                     | ウィリアム・ジェームズ・クラフト        | シルヴァ・ストリーク マルコム・マッグレガー ルイズ・ロレイン                        | サミュエル・ビスコフとナット・リーバインがプロデュースした映画作品。UCLA映画テレビアーカイブに予告編が保管されており、"More Treasures from American film archives, 1894–1931 : 50 films"というDVDでも見ることができる | [ 99 ]                  |
| 1926   | The Song and Dance Man                          | ハーバート・ブレノン                    | トム・ムーア ベッシー・ラヴ                                                         | アメリカ議会図書館に第3巻から第7巻が保管されている。 |                         |
| 1926   | 弗箱シーモン Stop, Look and Listen              | ラリー・シモン                          | ラリー・シモン オリヴァー・ハーディ                                                 | 全6巻・60分のうち、10分余りを収録した最終巻の16㎜フィルムが2020年2月に日本で発見された。 | [ 120 ] [ 121 ]         |
| 1926   | 長恨                                            | 伊藤大輔                                |                                                                                     | 10分の断片のみ現存 | [ 122 ]                 |
| 1927   | 世紀の闘い The Battle of the Century            | クライド・ブラックマン                  | ローレル＆ハーディ                                                                  | 1957年のドキュメンタリ映画『喜劇の黄金時代』にてフッテージ映像が引用されている。1970年にボクシングの場面を含んだ第1巻が発見された。2015年にはユージン・パレットが出演する、警官がパイを顔で受け止める場面を含んだ第2巻が個人の所蔵品より発見された                                                                                               | [ 123 ] [ 124 ]         |
| 1927   | 新旧恋の三段返し Cradle Snatchers               | ハワード・ホークス                      | ルイーズ・ファゼンダ ドロシー・フィリップス エセル・ウェルス                        | 1970年にピーター・ボグダノヴィッチによって、フォックスの保管庫でフィルムが見つかったが、第3巻の半分と第4巻は現在も見つかっていない。 |                         |
| 1927   | 赤い鳩 The Dove                                 | ローランド・ウェスト                    | ノーマ・タルマッジ                                                                  | アメリカ議会図書館にフィルム1,3,4,8が保管されている。残りは所在不明となっている。 |                         |
| 1927   | The Enemy                                       | フレッド・ニブロ                        | リリアン・ギッシュ                                                                  | MGM のフィルムアーカイブにフィルムが保管されているが、最終巻の所在が不明である | [ 125 ]                 |
| 1927   | For the Term of His Natural Life                | ノーマン・ドーン                        | ジョージ・フィッシャー, Eva Novak, Dunstan Webb                                     | 本作はオーストラリアとアメリカにあった不完全なプリントなどを基にして再構成され、残りは新しいタイトルやスチル写真等で代用された。 | [ 73 ]                  |
| 1927   | Isle of Sunken Gold                             | ハリー・S・ウェッブ                     | アニタ・スチュワート デューク・カハナモク                                           | 第4章から第6章、および第7章を構成するフィルム群のうちの1巻がオランダのCollectie Filmcollectiefで発見されている | [ 126 ]                 |
| 1927   | King of the Jungle                              | Webster Cullison                        | エルモ・リンカーン サリー・ロング                                                   | 全10篇の連続活劇。予告編のみ現存 | [ 127 ]                 |
| 1927   | メトロポリス Metropolis                         | フリッツ・ラング                        | ブリギッテ・ヘルム アルフレッド・アベル                                             | 長年全体の4分の1が失われたままになっていると考えられてきたが、2008年にアルゼンチンで完全な状態のプリントが発見された。ただし、2つのシーンが修復できないほど損傷していたため、これらのシーンは失われたものだとみなされている。 |                         |
| 1927   | ナポレオン Napoléon                             | アベル・ガンス                          | アルベール・デュードネ                                                              | 上映時間の異なるバージョンが多数あり、決定版（ version définitive）と呼ばれているものは上映時間が9時間22分にも及んだ。なお、映画監督兼映画史家のケヴィン・ブラウンローが編集したバージョンの上映時間は5時間32分である。 |                         |
| 1927   | Now I'll Tell One                               | ジェームス・パロット                    | ローレル・アンド・ハーディ                                                          | 第1巻のフィルムが所在不明。 |                         |
| 1927   | トロイ情史 The Private Life of Helen of Troy    | アレクサンダー・コルダ                  | マリア・コルダ                                                                      | 第1回アカデミー脚本字幕賞ノミネート。 英国映画協会が現存する1本のフィルムを保管している。 |                         |
| 1927   | en:The Return of the Riddle Rider               | ロバート・F・ヒル                       | ウィリアム・デスモンド, Lola Todd                                                   | 全10話の連続活劇。予告編のみ現存。 | [ 128 ]                 |
| 1927   | 亂暴ロージー Rough House Rosie                  | フランク・R・ストレイヤー               | クララ・ボウ,リード・ハウズ                                                         | 1926年のデンプシー対タニー戦およびそのリベンジマッチとなるロングカウント事件の影響でボクシング映画が流行し、本作もそのブームの中で作られた。現在は54秒の予告編のみ現存している。 | [ 129 ] [ 130 ]         |
| 1927   | 肉体の道 The Way of All Flesh                   | ヴィクター・フレミング                  | エミール・ヤニングス                                                                | アカデミー賞受賞作の中で唯一フィルムの大半が失われた状態にあり、これまでに2つの断片（合計7分）が発見・修復されている。 | [ 131 ]                 |
| 1927   | Whispering Smith Rides                          | レイ・テイラー                          | ウォーレス・マクドナルド, Rose Blossom                                              | 全10話の連続活劇。予告編のみ現存。 | [ 132 ]                 |
| 1928   | 絶海の名花 The Adorable Outcast                 | ノーマン・ドーン                        | イーディス・ロバーツ, Edmund Burns,ワルター・ロング                                 | 15分の映像のみ現存しており、 オーストラリアのNational Film and Sound Archiveが保管している。 | [ 133 ]                 |
| 1928   | The Arcadians                                   | ビクター・サビル                        | ベン・ブルー,ジャンヌ・ド・カザリス, Vesta Sylva                                    | BFI 75 Most Wanted の一つ。 |                         |
| 1928   | 既婚男子に御用心 Beware of Married Men          | アーチー・メイヨ                        | アイリーン・リッチ, クライド・クック, マーナ・ロイ                                  | フィルム全体のうち1巻だけがUCLA映画テレビアーカイブから見つかっている。 | [ 135 ]                 |
| 1928   | ボー・サブルウ en:Beau Sabreur                  | ジョン・ウォーターズ                    | ゲイリー・クーパー イヴリン・ブレント                                               | 予告編のみ現存しており、DVDMore Treasures from American Film Archives, 1894–1931に収録されている | [ 99 ]                  |
| 1928   | The Divine Woman                                | ヴィクトル・シェストレム                | グレタ・ガルボ                                                                      | ロシアのフィルム保管庫にて1巻分見つかっており、Turner Classic Moviesにて視聴可能。また、これとは別のフィルムがスウェーデン語のニュース映画に紛れる形で見つかり、スウェーデンのFilmhuset で上映された。 |                         |
| 1928   | A Final Reckoning                               | レイ・テイラー                          | Newton House, ルイーズ・ロレイン                                                    | 全12話の連続活劇。予告編のみ現存。 | [ 136 ]                 |
| 1928   | マンハッタン・カクテル Manhattan Cocktail       | ドロシー・アーズナー                    | ナンシー・キャロル                                                                  | スラヴコ・ヴォルカピッチが編集した1分間のシーン（ Skyline Dance）のみ現存しており、2005年10月に発売されたDVD集Unseen Cinemaに収録されている。 | [ 137 ]                 |
| 1928   | The Man Without a Face                          | スペンサー・ゴードン・ベネット          | アリーン・レイ,ウォルター・ミラー                                                   | 全10話の連続活劇で、現在は断片のみ現存 | [ 138 ]                 |
| 1928   | The Patriot                                     | エルンスト・ルビッチ                    | エミール・ヤニングス                                                                | 本編の断片数点と予告編1点がUCLA映画テレビアーカイブに保管されている6分のフィルムが Portuguese Archiveから見つかり、複製が安全在庫へ移された。 | [ 139 ]                 |
| 1928   | 赤い髪 Red Hair                                 | クラレンス・G・バッジャー               | クララ・ボウ,レーン・チャンドラー                                                   | 一部カラー。 映像の一部が現存しており、 UCLA映画テレビアーカイブが2004年のUCLA Festival of Preservatioにて公開した。 | [ 140 ] [ 141 ]         |
| 1928   | 港の女 Sadie Thompson                           | ラオール・ウォルシュ                    | グロリア・スワンソン, ライオネル・バリモア                                          | 最終巻（約10分）が所在不明。現存分の状態は良好で、DVD化もされている。 |                         |
| 1928   | Say It with Sables                              | フランク・キャプラ                      | フランシス・X・ブッシュマン, ヘレン・チャドウィック, マーガレット・リビングストン   | 予告編のみ現存 | [ 142 ]                 |
| 1928   | The Terrible People                             | スペンサー・ゴードン・ベネット          | アリーン・レイ, ウォルター・ミラー                                                  | 断片のみ現存 | [ 143 ]                 |
| 1928   | 三週間 Three Weekends                           | クラレンス・G・バッジャー               | クララ・ボウ                                                                        | 映像の一部が現存しており、 2004年に開かれたUCLA Festival of Preservationにて、UCLA映画テレビアーカイブが公開した。 | [ 140 ]                 |
| 1928   | 結婚行進曲 The Wedding March                    | エリッヒ・フォン・シュトロハイム        | エリッヒ・フォン・シュトロハイム、フェイ・レイ                                      | シュトロハイムによる初版は11時間。シュトロハイムは二部作にしようと考え、後半には The Honeymoonというタイトルがつけられた。 The Honeymoonの所在不明。 | [ 144 ]                 |
| 1928   | 感激時代                                        | 牛原虚彦                                |                                                                                     | 19分の断片のみ現存 |                         |
| 1929   | 女の一生 The Case of Lena Smith                 | ジョセフ・フォン・スタンバーグ          | エスター・ラルストン                                                                | 2003年のポルデノーネ無声映画祭にて4分間の映像の断片が公開された | [ 145 ]                 |
| 1929   | 名物三羽烏 Strong Boy                           | ジョン・フォード                        | ヴィクター・マクラグレン、リートリス・ジョーイ                                      | New Zealand Film Archive に予告編あり。silentera.comはオーストラリアにプリントがあるとみている。 | [ 146 ]                 |
| 1929   | 鉄路の王者 Thunder                              | ウィリアム・ナイ                        | ロン・チェイニー                                                                    | チェイニーのサイレント時代最後の出演作品で、一部のみ現存。 |                         |
| 1929   | ブロードウェイ黄金時代 Gold Diggers of Broadway | ロイ・デル・ルース                      | ウィニー・ライター、ニック・ルーカス                                                | 全10巻のうち9巻目が完全な状態、10巻目は最後の数分間が欠けた状態で現存する。 |                         |
| 1929   | 斬人斬馬剣                                      | 伊藤大輔                                | 月形龍之介                                                                          | 2002年に発見された9.5ミリフィルムのダイジェスト版から35ミリへの復元がおこなわれた。上映時間にして26分相当。 | [ 147 ]                 |

## トーキー

### 1920年代
| 製作年 | 邦題 原題                                      | 監督                         | キャスト                                                              | 備考 | 注      |
| ------ | ---------------------------------------------- | ---------------------------- | --------------------------------------------------------------------- | --- | ------- |
| 1928   | Melody Of Love                                 | アーチ・ヒース               | ウォルター・ピジョン, ミルドレッド・ハリス                            | ユニバーサル映画で初めて、すべての場面に音声が入ったトーキー作品。 silentera.comは現存するプリントは不完全なものだとしている。                                                                                    | [ 148 ] |
| 1928   | My Man                                         | アーチー・メイヨ             | ファニー・ブライス                                                    | パートトーキー映画。すべてのサウンドトラック盤（予告編用も含む）は現存する一方、フィルムのうち現存するのは1巻・2巻・11巻のみである。                                                                              | [ 149 ] |
| 1928   | ノアの箱船 Noah's Ark                          | マイケル・カーティス         | ドロレス・コステロ, ジョージ・オブライエン                            | パートトーキー映画。初公開後にワーナー・ブラザースは上映時間を約30分カットするといった大幅な修正を行った。初公開時に上映された135分版のフィルムは現存せず、現存するバージョンの上映時間は108分である。            |         |
| 1928   | The Terror                                     | ロイ・デル・ルース           | メイ・マカヴォイ                                                      | ジャーナリストのen:F. Gwynplaine MacIntyreはあるコレクターのところから、本作の不完全な複製を見つけたと主張している                                                                                                | [ 150 ] |
| 1929   | ブロードウェイ・メロディー The Broadway Melody | ハリー・ボーモント           | チャールズ・キング、アニタ・ペイジ                                    | トーキー作品として初めて第2回アカデミー賞作品賞 を受賞した作品。二色法を用いてテクニカラーによる撮影が行われたが、カラー版は現存せず、白黒フィルム版のみ現存する。                                                |         |
| 1929   | ディズレーリ Disraeli                          | アルフレド・E・グリーン      | ジョージ・アーリス                                                    | 1934年の再上映版のみ現存。オリジナルの1929年上映版のフッテージのうち3分が現存しないとされている。 |         |
| 1929   | 氷原の情炎 Frozen Justice                      | アラン・ドワン               | レノア・ウルリック,ロバート・フレイザー                               | サイレント版のうちのフィルム1本がアメリカ議会図書館に保管されている。トーキー版は所在不明。 |         |
| 1929   | Gold Diggers of Broadway                       | ロイ・デル・ルース           | ウィニー・ライトナー, Nick Lucas                                      | 全編トーキー。バイタフォン盤、終盤の2巻分のフィルム、およびいくつかの断片が現存 | [ 151 ] |
| 1929   | グレイト・ガッボ The Great Gabbo               | ジェームズ・クルーズ         | エリッヒ・フォン・シュトロハイム                                      | 全編トーキー。一部シーンはマルチカラーが用いていたが、散逸したとみられている。 |         |
| 1929   | ハッピイ・デイズ Happy Days                    | ベンジャミン・ストロフ       | チャールズ・E・エヴァンス, マージョリー・ホワイト, リチャード・キーン | 映画史において、2つ目の70ミリフィルム使用作品（全編トーキー）だが、35ミリ版のみ現存。 |         |
| 1929   | ホリウッド結婚 Married in Hollywood            | マーセル・シルヴァー         | J・ハロルド・マレイ                                                   | マルチカラー技法が用いられた全編トーキー映画で、終盤の展開を記録したフィルムがUCLA Film and Television Archiveから見つかった。                                                                                    |         |
| 1929   | エロ大行進 On With the Show                    | アラン・クロスランド         | ベティ・カンプソン, ジョー・Ｅ・ブラウン                              | 史上初めて全編にテクニカラーが採用された全編トーキー映画。完全なバージョンは白黒版のみだが、近年おもちゃの映写機の中からテクニカラー版の短いフッテージ映像が見つかった。                                          |         |
| 1929   | Queen of the Night Clubs                       | ブライアン・フォイ           | テキサス・ガイナン                                                    | 全編トーキー。1932年に公開された映画 Winner Take All流用分が現存。また、silentera.com は不完全ながらもサイレント版の予告編が現存しているとみている。                                                              | [ 152 ] |
| 1929   | Red Hot Rhythm                                 | レオ・マッケリー             | アラン・ヘイル・シニア                                                | 全編トーキー。表題曲である"Red Hot Rhythm"を登場人物が歌う場面のみ現存しており、このシーンは初期のマルチカラー技法が使われている。                                                                                |         |
| 1929   | リオ・リタ Rio Rita                            | ルーサー・リード             | ビーブ・ダニエルズ, ジョン・ボールズ                                  | 全編トーキー。1932年に再公開されたバージョンのみ現存。 |         |
| 1929   | 恋の花園 Sally                                 | ジョン・フランシス・ディロン | マリリン・ミラー                                                      | 全編トーキー。もともとは2ストリップ式のテクニカラーだった。白黒版の一部のみ現存。 |         |
| 1929   | ウォール街の狼 Wolf of Wall Street             | ローランド・V・リー          | ナンシー・キャロル, ジョージ・バンクロフト                            | 一部トーキー。編集技師スラヴコ・ヴォルカピッチが編集した分のみ現存しており、一部は Bruce Posner監修・ David ShepardプロデュースのDVD"Unseen Cinema – Early American Avant Garde Film 1894-1941"に収録されている。 | [ 153 ] |

### 1930年代
| 製作年 | 邦題 原題                                  | 監督                               | キャスト                                                                                       | 備考 | 注              |
| ------ | ------------------------------------------ | ---------------------------------- | ---------------------------------------------------------------------------------------------- | --- | --------------- |
| 1930   | Bright Lights                              | マイケル・カーティス               | ドロシー・マッケイル                                                                           | バイタフォンが採用された映画。現在テクニカラー版フィルムが散逸している。 |                 |
| 1930   | 猫は這い寄る The Cat Creeps                | ルパート・ジュリアン               | ヘレン・トゥウェルヴトゥリーズ                                                                 | 1927年の『猫とカナリヤ』をトーキー向けにリメイクしたもので、1932年の短編映画『ブー！』に流用された分のみ現存。 |                 |
| 1930   | クラック将軍 General Crack                 | アラン・クロスランド               | ジョン・バリモア                                                                               | サイレント版のみ現存。トーキー版のバイタフォンディスクも現存しているが、フィルムそのものは散逸状態にある。 |                 |
| 1930   | 有頂天時代 Good News                       | ニック・グラインド                 | ベッシー・ラブ                                                                                 | 終盤の展開を収録したテクニカラー用フィルムが散逸している。1936年に公開された同名の邦題を持つ映画とは無関係。 |                 |
| 1930   | 逃走の島 Isle of Escape                    | ハワード・ブレザートン             | モント・ブルー, ベティ・カンプソン, マーナ・ロイ                                               | 約40秒のフィルムが個人コレクターにより発見されている。 | [ 154 ]         |
| 1930   | 人間廃業 Der Mann, der seinen Mörder sucht | ロバート・シオドマク               | ハインツ・リューマン, リエン・ダイヤース, ヘルマン・シュペールマンス, フレデリック・ホランダー | オリジナルは98分だが、52分に短縮した『Jim, der Mann mit der Narbe』のみ現存。 | [ 155 ]         |
| 1930   | 浮気成金 No, No, Nanette                   | クラレンス・G・バッジャー          | バーニス・クレア, アレクサンダー・グレイ                                                       | サウンドトラックと予告編のみ現存。 | [ 156 ]         |
| 1930   | 悪漢の唄 The Rogue Song                    | ライオネル・バリモア               | ローレンス・ティベット                                                                         | サウンドトラック、フィルム2巻、一部の映像のみ現存。 |                 |
| 1930   | 虹を追って Chasing Rainbows                | チャールズ・F・ライスナー          | ベッシー・ラブ                                                                                 | 中盤と終盤にあるカラーの場面は散逸し、白黒の部分のみが現存する。 |                 |
| 1931   | アナベル情事 Annabelle's Affairs           | アルフレッド・ワーカー             | ジャネット・マクドナルド                                                                       | マクドナルドのフォックス時代最後の出演作品であり、フィルム1巻のみが現存。 |                 |
| 1931   | 尖端娘商売 The Life of the Party           | ロイ・デル・ルース                 | ウィニー・ライトナー                                                                           | テレビ放映用の白黒版のみ現存しており、オリジナルのカラー版は散逸状態にある。 | [ 157 ]         |
| 1932   | Condemned to Death                         | ウォルター・フォード               | アーサー・ウォントナー ジリアン・リンド ゴードン・ハーカー シリル・レイモンド                  | 1992年にBFIが開いたロストフィルム発掘キャンペーンにより、フランスで編集されたバージョンが発見された | [ 158 ]         |
| 1932   | 獣面 The Horror                            | バッド・ポラード                   | レスリー・キング、ニリダ・マンテス                                                             | オリジナルは70分だが、40分に短縮され『John the Drunkard』というタイトルで1940年代に再公開されたバージョンが現存している | 。              |
| 1932   | 御冗談でしョ Horse Feathers                | ノーマン・Z・マクロード            | マルクス兄弟                                                                                   | 一部のシーンが検閲や経年劣化により失われている。 |                 |
| 1932   | Veiled Aristocrats                         | オスカー・ミショー                 | ロレンゾ・タッカー                                                                             | 予告編及びフィルム2巻分のみ現存。 |                 |
| 1932   | Walking Down Broadway                      | エリッヒ・フォン・シュトロハイム   | ジェームズ・ダン, ブーツ・マロリー, ザス・ピッツ                                               | 再編集版である『Hello, Sister!』が現存しており、オリジナルは散逸状態にある。 | [ 161 ]         |
| 1932   | 磯の源太 抱寝の長脇差                      | 山中貞雄                           | 嵐寛寿郎                                                                                       | 数分のフィルム断片のみ現存。 |                 |
| 1932   | 小笠原壱岐守                               | 山中貞雄                           | 嵐寛寿郎                                                                                       | 約35秒のフィルム断片のみ現存。 |                 |
| 1933   | 世界大洪水 Deluge                          | フェリックス・E・フェイスト        | シドニー・ブラックマー                                                                         | オリジナル部分は、津波がニューヨーク市を襲う場面がフッテージとして現存しており、1941年の『Dick Tracy vs. Crime』や 1949年の『King of the Rocket Men』などに流用されている。1981年、イタリアにてイタリア語の吹替版が発見された。 2016年、ロブスター・フィルムが英語のサウンドトラックのネガフィルムを見つけ、のちに2K映像によるリストアを実施した | [ 162 ]         |
| 1933   | My Lips Betray                             |                                    | ジョン・ボールズ                                                                               | 6巻目のフィルムが散逸状態にある |                 |
| 1933   | 怪人マブゼ博士 The Testament of Dr. Mabuse | フリッツ・ラング                   | オットー・ヴェルニッケ                                                                         | 試写会で上映されたのは124分だったが、現存する版は121分である。 |                 |
| 1933   | 鼠小僧次郎吉                               | 山中貞雄                           | 大河内傳次郎                                                                                   | 数分のフィルム断片のみ現存。 |                 |
| 1934   | 風流活人剱                                 | 山中貞雄                           | 片岡千恵蔵、山田五十鈴                                                                         | 1-2分のフィルム断片が現存、東京国立近代美術館フィルムセンターに所蔵。 |                 |
| 1935   | The Burgomeister                           | ハリー・サウスウェル               | ジャネット・ラムジー・ジョンソン                                                               | 1シークエンスのみ現存。 | [ 163 ]         |
| 1935   | Devdas                                     | P.C. Barua                         | P.C. Barua, Jamuna Barua                                                                       | ベンガル地方の映画作品。フィルム全体のうち約40％が消失したとされる。 |                 |
| 1935   | The Mystery of the Mary Celeste            | デニソン・クリフト                 | ベラ・ルゴシ, シャーリー・グレイ, アーサー・マーゲットソン, エドモンド・ウィラード             | アメリカ公開版である"Phantom Ship"のみ現存しており、オリジナル版から18分のシーンがカットされている |                 |
| 1935   | 丹下左膳余話 百萬両の壺                    | 山中貞雄                           | 大河内傳次郎、新橋喜代三                                                                       | 現存するのは戦後の公開版で、GHQによって終盤のチャンバラシーンが削除されたとみられている。2004年、音声トラックの無いフィルムプリントが発見された。 |                 |
| 1935   | 怪盗白頭巾                                 | 山中貞雄                           | 大河内傳次郎                                                                                   | 1分未満のフィルム断片のみ現存。 |                 |
| 1935   | かぐや姫                                   | 田中喜次                           |                                                                                                | 2015年にイギリスで短縮版が見つかる。 | [ 165 ] [ 164 ] |
| 1936   | The Man Behind the Mask                    | マイケル・パウエル                 | ヒュー・ウィリアムズ, ジェーン・バクスター, モーリス・シュワルツ                               | アメリカ向けに編集されたバージョン"Behind the Mask"が現存している。 | [ 166 ]         |
| 1936   | 國定忠治 信州子守唄                        | 久保為義、マキノ正博               | 月形龍之介                                                                                     | 19分の短縮版のみ現存。 |                 |
| 1936   | 来るべき世界 Things to Come                | ウィリアム・キャメロン・メンジース | レイモンド・マッセイ, ラルフ・リチャードソン                                                   | BBFCに提出されたオリジナル版が117分であるのに対し、現存するバージョンは96分である。現在流通しているDVD版は、現存するフィルムやスチル写真、スクリプトからの引用によって再構成されたものである。 |                 |
| 1936   | 海鳴り街道                                 | 山中貞雄                           | 大河内傳次郎                                                                                   | 玩具フィルムとして切り取られた、音声トラックのない68秒分のみ現存。 | 。              |
| 1936   | 河内山宗俊                                 | 山中貞雄                           | 河原崎長十郎、中村翫右衛門                                                                     | 広太郎と三千歳のラブシーンと、森田屋が三千歳を呼ぶ場面が欠落している。また、映画評論家の滝沢一によると、ラストでは大立ち回りがあったとされる。 |                 |
| 1936   | 人生劇場                                   | 小杉勇                             | 監督の内田吐夢にとっては初めてのトーキー作品。 サイレント版のみ現存                            | [ 168 ] |                 |
| 1937   | 大学祭り Varsity Show                      | ウィリアム・ケイリー               | ディック・パウエル, プリシラ・レイン                                                           | 初公開時は121分あったが、1942年のリバイバルの際に80分にカットされたバージョンのみ現存。 |                 |
| 1937   | 失はれた地平線 Lost Horizon                | フランク・キャプラ                 | ロナルド・コールマン                                                                           | オリジナルは210分だったが、試写会の反応を受けて131分にカットされた。自伝の中で、キャプラは最初の展開が収録されたフィルム2巻を廃棄したと述べている。また、再上映の際、共産主義的な場面やスワッピングのほのめかし、中国が好意的に描かれすぎていると見なされた場面がカットされた。試写会後に編集されたバージョンのサウンドトラックは現存する。現在流通しているバージョンはオリジナルのサウンドトラックに合わせるために、スチル写真やフッテージから埋め合わされたものである。                            |                 |
| 1938   | Show Business                              | A・R・ハーウッド                   | Bert Matthews                                                                                  | 1シークエンス分の編集用の下見フィルムのみ現存 | [ 163 ]         |
| 1938   | Thank Evans                                | ロイ・ウィリアム・ニール           | マックス・ミラー ハル・ウォルターズ アルバート・ウィーラン                                     | 1992年のBFIのキャンペーンの結果、100フィート（1分以上）分のフッテージが見つかった。 | [ 158 ]         |
| 1939   | 土                                         | 内田吐夢                           | 坂東三紅紫 どんぐり坊や 藤村昌子 高真理                                                        | 劇場公開時の上映時間は142分。1968年、東ドイツの国立映画保存所にて、ドイツ語の字幕が付いたヴェネツィア国際映画祭向けの短縮版93分の版が発見されたが、この時点では冒頭と結尾の巻が欠落していたうえ、フィルムそのものの劣化が激しかった。1999年、ロシアのゴスフィルムフォンドで、冒頭の巻を含む115分版（一部メディアでは119分としている）が発見された。東京国立近代美術館フィルムセンターでは、ドイツ版の93分とロシア版の24分を合わせた117分の最長版を所蔵している。結尾の部分は現在も発見されていない。 |                 |
| 1939   | 戦ふ兵隊                                   | 亀井文夫                           |                                                                                                | 80分の記録映画として製作されたが、検閲により上映が禁止され、ネガフィルムは処分された。1975年に66分のポジフィルムが見つかった。 | [ 171 ]         |

### 1940年代
| 製作年 | 邦題 原題             | 監督                       | キャスト                                             | 備考 | 注              |
| ------ | --------------------- | -------------------------- | ---------------------------------------------------- | --- | --------------- |
| 1940   | ファンタジア Fantasia | ベン・シャープスティーン   | レオポルド・ストコフスキー、ディームズ・テイラー     | 1942年ならびに46年の再公開版ではテイラーが姿を見せる場面がカットされ、インターバルとして扱われた。その後、彼の音声が記録されたネガが劣化したため、コーリー・バートンが吹き替える形で再収録され、2000年の60周年記念版DVDでは当該場面が復活した。                                                    |                 |
| 1942   | 南の願望 Berdjoang    | ラド・アリフィエン         | モハマド・モフタール                                 | 日本占領下の東インドで制作された映画。フィルム1巻のみ現存しており、1997年の山形国際ドキュメンタリー映画祭にて「『大東亜共栄圏』と映画」の枠で上映された。 | [ 172 ]         |
| 1943   | 姿三四郎              | 黒澤明                     | 藤田進                                               | 東宝は、1944年に政府の検閲で17分カットされたとしている。1990年代にカットされたうちの12分のフィルムが、ロシアのゴスフィルムフォンドから発見された。また、ラストシーンでは黒澤を含む製作スタッフが汽車の乗客に扮して出演する場面があったが、試写で東宝の重役が苦言を呈したため、カットされたという。 |                 |
| 1943   | 無法松の一生          | 稲垣浩                     | 阪東妻三郎                                           | 戦争中の内務省および戦後のGHQの検閲により約18分がカットされた。後者の分については、カメラマンの宮川一夫の遺品から再発見されたが、前者については未発見である。 |                 |
| 1945   | 勝利の日まで          | 成瀬巳喜男                 | 徳川夢声, 高峰秀子ほか                               | 戦後のGHQの検閲により、58分の本編の大半がカットされ、冒頭の約15分のみ現存する。 | [ 173 ] [ 174 ] |
| 1945   | 後に続くを信ず        | 渡辺邦男                   | 長谷川一夫、深見泰三ほか                             | 全92分中、約8分の上映用プリントが国立映画アーカイブに現存。 | [ 175 ]         |
| 1948   | Bless 'Em All         | ロバート・ジョーダン・ヒル | ハル・モンティ、マックス・バイグレイヴス             | 英国映画協会が探している75の最重要作品の一つ。短縮版は"Be Kind Sergeant"と改題の上公開され、のちにeBayに出品されていたものが発見された。また、2分半の予告編も現存している。 | [ 176 ] [ 177 ] |
| 1949   | Somewhere in Politics | ジョン・E・ブレークリー    | フランク・ランドル テシー・オシェア ジョセフ・ロック | BFIは、本作を編集した18分の短編が"Full House"として現存しているとみている。 | [ 178 ]         |

### 1950年代
| 製作年 | 邦題 原題                 | 監督                      | キャスト                                       | 備考 | 注      |
| ------ | ------------------------- | ------------------------- | ---------------------------------------------- | --- | ------- |
| 1951   | 白痴                      | 黒澤明                    | 森雅之、原節子、久我美子 三船敏郎              | 黒澤は265分の二部構成として公開を望んだが、松竹の意向により180分にカットされた。その後試写会での評判の悪さから、黒澤の意向に反して更にカットが行われ、166分になった。『八月の狂詩曲』制作の際、黒澤は松竹の保管庫にて本作のオリジナルフィルムを一週間かけて探したものの、発見できなかった。 |         |
| 1953   | Captain Thunderbolt       | セシル・ホームズ          | グラント・テイラー, チャールズ・ティングウェル | テレビ放送向けに53分に編集されたバージョンがオーストラリア国立フィルム・アンド・サウンドアーカイブによって保管されている。オリジナルの69分版についてはアーカイブが現在探している。 | [ 179 ] |
| 1954   | en:Southwest Passage      | レイ・ナザロ              | ジョアン・ドルー                               | オリジナル版は3D映画として上映されたが、2D版のみ現存している |         |
| 1954   | スタア誕生 A Star Is Born | ジョージ・キューカー      | ジュディ・ガーランド                           | 試写会で上映されたオリジナル版は181分だったが、ワーナー・ブラザースの意向により27分カットされて劇場公開された。1983年に修復された際、カットされた部分のサウンドトラックはスチル写真等で穴埋めされた                                                                                         |         |
| 1954   | Top Banana                | アルフレッド・E・グリーン | フィル・シルヴァース                           | 同名のミュージカルを原作とする映画作品。もともと3D用に制作されたが、結果として2Dでの上映となった。現存するのは16mmフィルムに収録された2D版と、3D版の予告編のみであり、3D版フィルムは現存しない。                                                                                            |         |
| 1956   | ビルマの竪琴              | 市川崑                    | 安井昌二、三國連太郎                           | 2部作（第一部61分、第二部83分）として上映されたが、市川の意向に反して116分の総集編として編集の上同時公開され、このバージョンのみが現存する。 |         |

### 1960年代
| 製作年 | 邦題 原題                                                    | 監督                       | キャスト                                                             | 備考 | 注              |
| ------ | ------------------------------------------------------------ | -------------------------- | -------------------------------------------------------------------- | --- | --------------- |
| 1960   | The Three Stooges Scrapbook                                  | Sidney Miller              | 三ばか大将                                                           | テレビ番組のパイロット版（しかし、結局レギュラー化は出来なかった。）で、テレビ放送用のフィルムが現存しない。1963年、"The Three Stooges Scrapbook"というタイトルで 劇場公開用の短編映画として分割され、 アニメーションが追加された。映像の一部はテレビ放送から2年後に公開された"The Three Stooges in Orbit"で流用されている。               |                 |
| 1963   | おかしなおかしなおかしな世界 It's a Mad, Mad, Mad, Mad World | スタンリー・クレイマー     | スペンサー・トレイシー                                               | 試写会では192分だったが、162分に短縮されたうえで劇場公開された。1980年、壊される予定の倉庫から20分のカットされたシーンが記録されたフィルムが見つかり、1991年に劇場編集版へ統合された。修復を重ねた結果、2013年には元のフィルムに近い状態まで回復した。シーンの多くは、音声と映像がそろっているが、一部シーンはどちらかが欠けた状態にある。 |                 |
| 1964   | Man in the 5th Dimension                                     | Dick Ross                  | ビリー・グラハム                                                     | 70mm Todd-AOのワイドスクリーン用に制作された短編映画。70mmフィルム11本に収録されたがいずれも現存せず、これとは別に収録された16mmフィルム版のみが現存している。 |                 |
| 1966   | 続・夕陽のガンマン The Good, the Bad and the Ugly            | セルジオ・レオーネ         | クリント・イーストウッド イーライ・ウォラック リー・ヴァン・クリーフ | ブロンディがメキシコ人娼婦の助けを借りてトゥーコを罠にはめる場面が、イタリアの試写会で公開されたものを含むすべてのバージョンからカットされ、現存しないとされている。この場面で残っているのは、フランス語版の予告編に使われた部分と、制作記録として撮影された何枚かの写真のみである。                                                       | [ 181 ] [ 182 ] |
| 1967   | Four Stars                                                   | アンディ・ウォーホル       | イーディ・セジウィック オンディーヌ                                  | 1967年12月15日から16日にかけてニューヨークのFilmmaker's Cinemathèqueで上映された映画作品で、上映時間は映画史上最長の25時間とされている。 | [ 183 ]         |
| 1967   | 大怪獣ヨンガリ 대괴수 용가리                                 | キム・ギドク               |                                                                      | オリジナルのネガは現存しないとされているほか、韓国で公開されたバージョンも48分しか残っていないとされている。MGMが35mmのマスターポジおよびノンクレジットのオープニング・エンディングフィルムを所有しており、AIP-TV English がシネマスコープを用いてアメリカ版として再編集を行った。                                                         |                 |
| 1968   | 2001年宇宙の旅 2001: A Space Odyssey                         | スタンリー・キューブリック | キア・デュリア                                                       | プレミア上映後、キューブリック自身が24分のシーンをカットした。うち17分は他のフィルムとともにカンザス州にある岩塩坑で発見された。 |                 |

### 1970年代
| 製作年 | 邦題 原題                                                        | 監督                       | キャスト                                                  | 備考 | 注              |
| ------ | ---------------------------------------------------------------- | -------------------------- | --------------------------------------------------------- | --- | --------------- |
| 1970   | シャーロック・ホームズの冒険 The Private Life of Sherlock Holmes | ビリー・ワイルダー         | ロバート・スティーブンス,コリン・ブレークリー             | 4つのエピソードを盛り込んだ作品として制作されたが、配給会社の意向により2つのエピソードおよび回想シーンがカットされた。カットされたシーンのうちいくつかはLD版およびDVD版に収録されている。                                                         | [ 184 ]         |
| 1971   | ベッドかざりとほうき Bedknobs and Broomsticks                    | ロバート・スティーヴンソン | アンジェラ・ランズベリー, デヴィッド・トムリンソン        | もともとは2時間半だったが、プレミア上映後119分にカットされた。1996年にオリジナル版の修復が行われた際、カットシーンの復活と吹替が行われたが、所在不明のカットもあり、完全な復元には至っていない。                                                  |                 |
| 1971   | ドラゴン危機一発 The Big Boss                                    | ロー・ウェイ               | ブルース・リー                                            | 試写会後、暴力・性的シーンが当局の検閲によりカットされた | [ 185 ]         |
| 1971   | 夕陽のギャングたち Duck, You Sucker!                             | セルジオ・レオーネ         | ロッド・スタイガー 、ジェームズ・コバーン、ロモロ・ヴァリ | 現在よく知られている157分版を含む多数のバージョンが存在している。その一方で、すべてのバージョンでカットされているシーンがあるほか、ジョンが砂漠をさまよう場面など、スチル写真だけが現存している場面もある                                         | [ 186 ] [ 187 ] |
| 1972   | 鮮血の美学 The Last House on the Left                            | ウェス・クレイヴン         | サンドラ・カッセル 、ルーシー・グランサム                 | 斬新な映像表現ゆえに、映写技師が独断でフィルムをカットしていった結果、多くのバージョンにおいていくつかシーンがカットされ、中には完全に無音になってしまったシーンも存在する。                                                                      |                 |
| 1973   | ウィッカーマン The Wicker Man                                    | ロビン・ハーディ           | クリストファー・リー、エドワード・ウッドワード            | 諸事情により、オリジナルのフィルムが現存しない 。ヨーロッパの配給会社が2013年にFacebook上で捜索キャンペーンを開いたところ、ハーバード・フィルム・アーカイブで35mmフィルム版（92分）が見つかり、このバージョンは "Middle Version" と呼ばれている。 |                 |
| 1977   | マーティン/呪われた吸血少年 Martin                               | ジョージ・A・ロメロ        | ジョン・アンプラス                                        | オリジナル版の長さは165分。ロメロが記憶する限り、オリジナル版は現存しないとされている。 |                 |
| 1979   | カリギュラ Caligula                                              | ティント・ブラス           | マルコム・マクダウェル                                    | 前半部の三分の二ならびに、第三幕の大半が現存しない。 |                 |

### 1980年代
| 製作年 | 邦題 原題                                                    | 監督                         | キャスト                     | 備考 | 注 |
| ------ | ------------------------------------------------------------ | ---------------------------- | ---------------------------- | --- | -- |
| 1980   | シャイニング The Shining                                     | スタンリー・キューブリック   | ジャック・ニコルソン         | オリジナルは146分であったが、プレミア上映後にウェンディとダニーが病院で支配人のアルマンと再会するラストシーンが、劇場公開直後に終盤のジャックの凍死体について登場人物たちが話し合うシーンがそれぞれキューブリックによってカットされている。いずれの場面のフィルムも破棄されたと見られているが、前者のシーンについては数枚のスチル写真が残されている。 |    |
| 1987   | マイ・ベスト・フレンズ・バースデー My Best Friend's Birthday | クエンティン・タランティーノ | クエンティン・タランティーノ | 元のフィルムの長さは76分だったが、火事により36分が焼け残り、映画祭では残存分が上映された。劇場公開は行われていない。 |    |

### 2000年代
| 製作年 | 邦題 原題          | 監督                 | キャスト                     | 備考 | 注      |
| ------ | ------------------ | -------------------- | ---------------------------- | --- | ------- |
| 2002   | Is It College Yet? | カレン・ディッシャー | トレーシー・グランドスタッフ | MTVで放送されていたコメディアニメ"Daria"の劇場版で、シリーズフィナーレにあたる。最初の劇場公開での上映時間は75分だが、以降の劇場公開ならびにDVD版の上映時間は66分である。MTVが映像の一部を喪失した際、該当箇所の再収録を行ったため上映時間が変化した他、一部台詞が欠けているとみられている。 | [ 194 ] |